# Dangerzone
Dangerzone é o primeiro compacto do álbum Love is War, da banda estoniana Vanilla Ninja.

## Desempenho nas paradas musicais
| Parada                  | Melhor posição |
| ----------------------- | -------------- |
| Germany Singles Top 100 | 21             |
| Austria Singles Top 75  | 23             |
| Swiss Singles Top 100   | 18             |